# A hentes, a kurva és a félszemű
A hentes, a kurva, és a félszemű 2018-ban bemutatott magyar filmdráma Szász János rendezésében. A forgatókönyvet megtörtént események alapján Szász János és Bodzsár Márk írta. A film a Magyar Nemzeti Filmalap támogatásával készült.

## Szereplők
| Szerep                         | Színész           |
| ------------------------------ | ----------------- |
| Léderer Gusztávné Fekete Mária | Gryllus Dorka     |
| Léderer Gusztáv                | Nagy Zsolt        |
| Kudelka Ferenc                 | Hegedűs D. Géza   |
| Kaszala ezredes                | Andorai Péter     |
| Schmukné                       | Börcsök Enikő     |
| Fekete öltönyös                | Peter Wolf        |
| Öregember                      | Székely B. Miklós |
| Madam                          | Bognár Gyöngyvér  |
| Cigány prímás                  | Surányi Tamás     |
| Első férfi                     | Mihályfi Balázs   |
| Második férfi                  | Balogh András     |
| Harmadik férfi                 | Karácsonyi Zoltán |
| Negyedik férfi                 | Gados Béla        |
| Ötödik férfi                   | Szabó Domokos     |
| Hatodik férfi                  | Jankovics Péter   |
| Gold Ármin                     | Váry Károly       |
| Pap                            | Varga Róbert      |

## Kritikák
- A szép, a rossz és a csúf (filmtett.ro)
- A hentes, a kurva és a félszemű a PORT.hu-n (magyarul)